# لويس روتشا
لويس روتشا (بالبرتغالية: Luís Rocha‏) هو سياسي برازيلي، ولد في 6 يوليو 1937 في البرازيل، وتوفي في 8 مارس 2001 بساو لويز في البرازيل بسبب السكري. حزبياً، نشط في Democratic Social Party ‏. انتخب عضو مجلس النواب البرازيلي ‏.